# Nordstetten (Gunzenhausen)

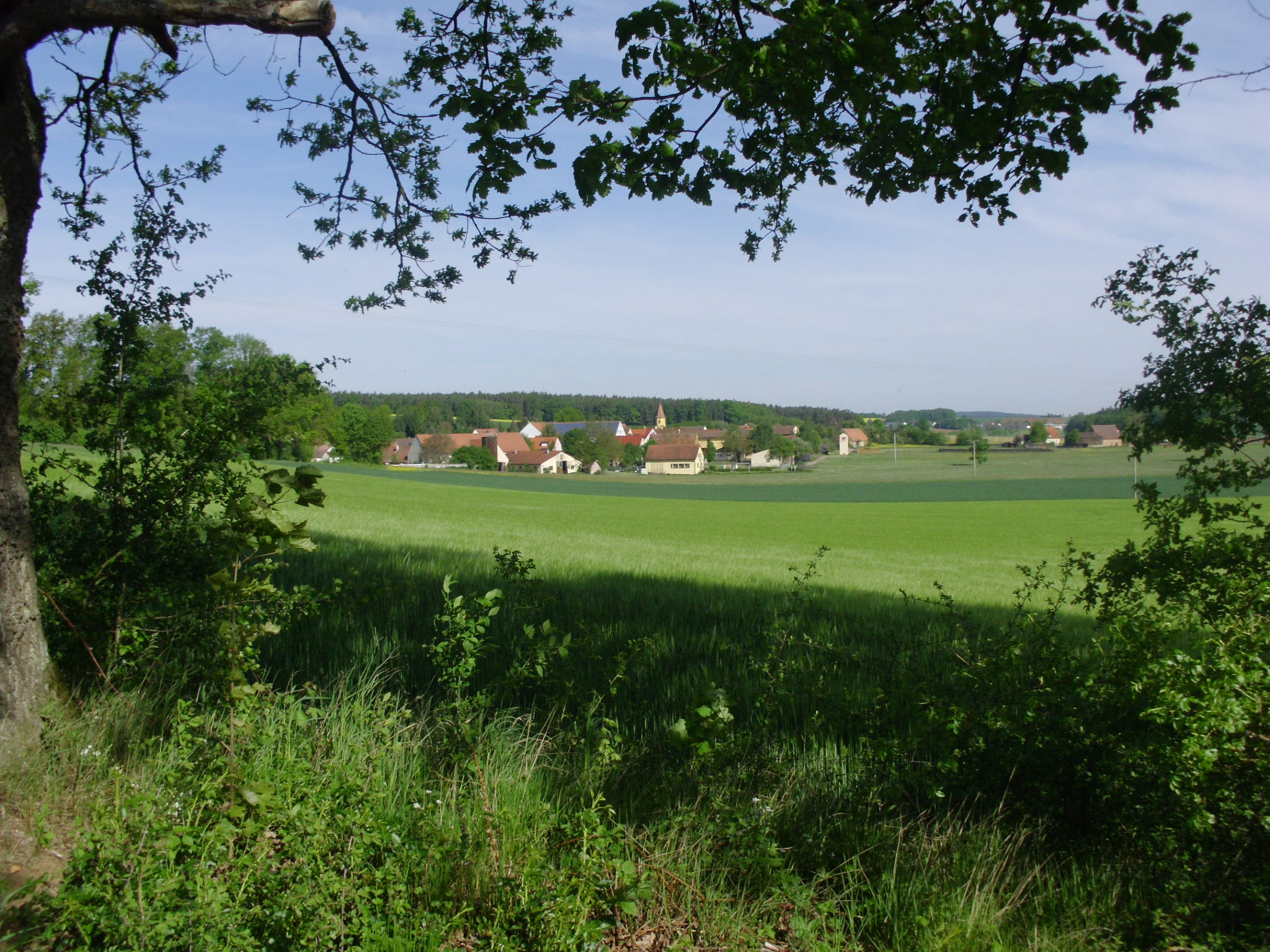
Nordstetten

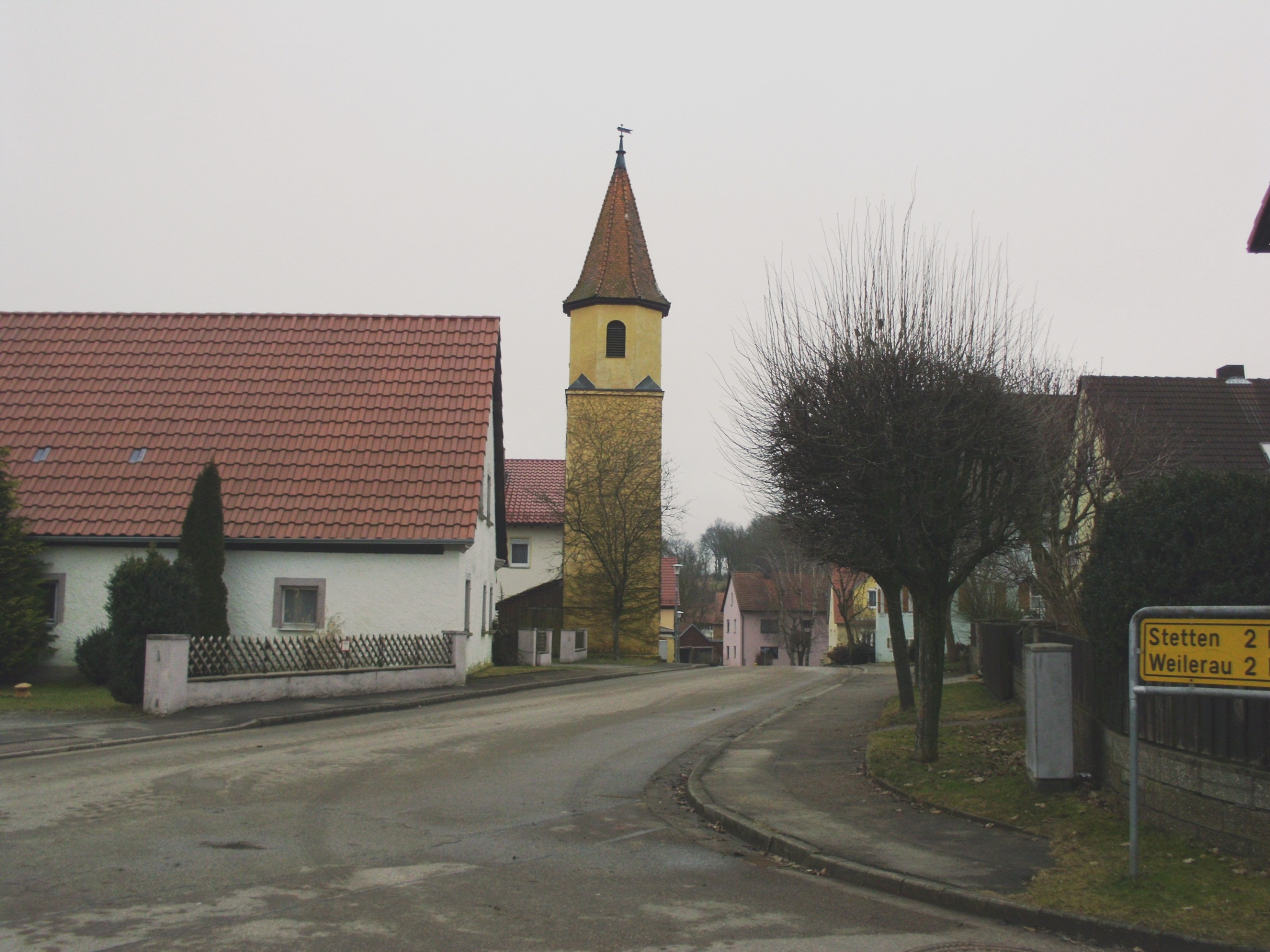
Der Turm von Nordstetten

Nordstetten ist ein Gemeindeteil der Stadt Gunzenhausen im Landkreis Weißenburg-Gunzenhausen (Mittelfranken, Bayern). Die Gemarkung Nordstetten hat eine Fläche von 2,707 km². Sie ist in 262 Flurstücke aufgeteilt, die eine durchschnittliche Flurstücksfläche von 10330,78 m² haben.

## Geografie
Das Dorf Nordstetten liegt zwischen Altmühlsee und Hahnenkamm in der Region Westmittelfranken im Tal des Wurmbaches. Markanter Punkt des Dorfes ist der 1899 erbaute Glockenturm.

## Geschichte
Der Ort wurde erstmals 1272 urkundlich erwähnt. Am 9. Juni 1272 vereinte Bischof Hildebrand von Eichstätt die beiden Pfarrkirchen St. Peter und St. Walburg in der Nachbargemeinde Stetten. Für seinen Verzicht auf St. Peter erhielt der Scholar Ludwig von Craigenheim (Cronheim) unter anderem zwei Güter in Norsteten.
Die nächste urkundliche Erwähnung war im Jahr 1360. Die Stiftung einer Frühmesse in Gnotzheim durch zwei Grafen aus Öttingen wurde mit einem Gut, zwei Hofstätten und einigen Feldstücken in Norsteten finanziert.
Danach wurden bei verschiedenen Grundstücksgeschäften auch Norrsteten und Nördstetten als Ortsnamen verwendet. 1525 setzte sich die heutige Schreibweise durch. 1616 wurden 25 Anwesen erwähnt. Knapp die Hälfte davon gehörte zum Fürstentum Brandenburg-Ansbach.
Nordstetten lag im Fraischbezirk des ansbachischen Oberamtes Wassertrüdingen. Gegen Ende des 18. Jahrhunderts gab es 29 Untertansfamilien, von denen 19 ansbachische Ämter als Grundherren hatten. Von 1797 bis 1808 unterstand der Ort dem Justiz- und Kammeramt Wassertrüdingen.
1806 kam Nordstetten an das Königreich Bayern. Mit dem Gemeindeedikt (frühes 19. Jahrhundert) wurde der Ort dem Steuerdistrikt Obermögersheim zugewiesen. Wenig später wurde die Ruralgemeinde Nordstetten gebildet. Sie unterstand in Verwaltung und Gerichtsbarkeit dem Landgericht Wassertrüdingen.
Im Freidorf – die Gemeinde war im Besitz der Dorfherrschaft – wurden 1846 32 Häuser gezählt, in denen 44 Familien lebten. Im Ort gab es damals zwei Brauer und Wirte, Metzger, Schmiede, Schuhmacher, drei Weber und einen Büttner.
Am 22. Oktober 1899 wurde durch den Pfarrer von Pfifferling von Stetten der neu erbaute Turm geweiht. Eine der beiden Glocken wurde vom ortsansässigen Braumeister gestiftet. Die zweite, sowie der Turm selbst, wurde von Katholiken und Protestanten gemeinsam finanziert.
1961 zählte man in den 32 Wohngebäuden Nordstettens 146 Bewohner.
Am 1. April 1971 verlor Nordstetten seine politische Selbstständigkeit und wurde im Rahmen der Gebietsreform in Bayern in die Stadt Gunzenhausen eingemeindet.

### Namensgebung
Bis zum Beginn des 17. Jahrhunderts lautete die Schreibweise Norsteten. Diese Bezeichnung gehört nicht zu den orientierenden Ortsnamen. Vielmehr liegt ihr das Wort Nuor oder Nor zugrunde, was so viel wie Stein oder Fels bedeutet. Nordstetten dürfte demnach als steinerne Stätte bezeichnet worden sein.

### Schule
Bis zum Beginn des 19. Jahrhunderts besaß Nordstetten eine sogenannte Winterschule als Nebenschule der Nachbargemeinde Stetten. Sie wurde 1731 errichtet. Unterrichtet wurde in einem Bauernhaus, das dem Winterschulhalter auch als Wohnhaus diente. Meist wurden ca. zehn Kinder unterrichtet. Die Nebenschulhalter waren Angestellte des evangelischen Teils der Gemeinde und vom Dekanat Wassertrüdingen und dem Pfarramt Stetten bestätigt.